# یزدگرد (دبیر)
یزدگرد (پارسی میانه: Yazdegerd) یکی از دبیران شاهنشاهی ساسانی در سده ششم میلادی در زمان حکومت خسرو انوشیروان بود. به گفته شاهنامه یزدگرد به خسرو در زمان جنگ با ترکان مشاوره می‌داده‌ است. او یکی از کسانی بود که هفت جلسه پرسش و پاسخ را برای بزرگمهر جوان ترتیب دادند.